# NGC 2793
NGC 2793 je galaksija u zviježđu Risu.

## Vanjske poveznice
- SEDS: NGC 2793